# Крепостные стены и башни Таллина
Таллинская городская стена, городская стена Таллина, городская оборонительная стена (эст. Tallinna linnamüür, нем. Revaler Stadtbefestigung) — оборонительное сооружение, включающее в себя средневековые крепостные стены и башни и окружающее нижнюю часть Старого города в Таллине. Лучше других сохранилась северо-западная часть стены. Укрепления таллинского Вышгорода составляют отдельную Вышгородскую крепость.

## История
Строительство оборонительных стен и башен вокруг средневекового Нижнего города началось в XIII столетии, когда земли современной Эстонии принадлежали Дании. Они предназначались для обороны города от многочисленных захватчиков и, во времена господства датчан и германцев — от колонизируемого местного населения.
Крепостные стены города известны с 1248 года, считается, что первые укрепления проходили по современным улицам Лай, Хобузепеа, Кулласепа и площадь Вана-тург. В первой половине XIII века ближайшие подступы к Ратушной площади, по-видимому, защищались деревянными укреплениями. В 1265—1280 годах датская королева Маргрете Самбирсдоттер неоднократно требовала усиления оборонительной системы Ревеля. 
Древнейшие из сохранившихся по сей день стен и башен относятся к XIV веку, их строительство началось в 1310 году под руководством датчанина Иоханнеса Канне, к этому времени территория города была уже существенно расширена. Предположительно, к 1355 году окружение городской территории стенами было завершено, в периметре стен было возведено 11 башен, 6 из них имели ворота (Нунна, Большие и Малые Морские, Вируские, Карья, Харью). Строительство продолжалось в XV веке, к 1413 году возведено 27 башен (все они тогда были прямоугольными, а свою нынешнюю форму приобрели в дальнейшем). Очередная реконструкция укреплений была завершена в 1520-х годах, они очень хорошо сохранились до сих пор. На конец XVI века были возведены 26 башен, из которых сохранилось 18. Стены имели высоту до 8 метров при толщине 2,85 метра. По низу внутренней части стены шла стрельчатая аркада. Строительным материалом для городских укреплений был местный серый слоистый известняк — плитняк.
В течение XV—XVI веков по мере развития артиллерии башни надстраивались, в них устраивали пушечные бойницы.
Наибольшей высоты среди башен Вышгородской крепости достигла башня «Длинный Герман» (45,6 м), самой массивной является четырёхэтажная башня «Толстая Маргарита» в комплексе Больших Морских ворот (диаметр — 24 м, толщина стен первого этажа — 4,7 м). Строительство средневековых укреплений Ревеля было завершено возведением башни Луренбург (после 1554 года, не сохранилась) к юго-востоку от ворот Карья.
В 1857 году Ревель был исключён из числа крепостей, но ещё ранее утратившие своё оборонительное значение крепостные сооружения начинают постепенно ликвидироваться. Первыми в 1849 году были снесены ворота Карья, в 1868 году эта участь постигла ворота Нунна.
В 1870 году Ревельский городской совет высказал мнение, что из всех городских укреплений интересны и достойны сохранения только Большие Морские и Харьюские ворота, ворота Пикк-Ялг и Виру. Другие не достойны сохранения в их нынешнем виде и только мешают движению. Для города не представляет никакого интереса сохранение крепостной стены вокруг него, и чем быстрее эти стены будут снесены, тем лучше для движения. Но Харьюские ворота были снесены, в 1888 году надвратная башня ворот Виру была разобрана (сохранились только две предвратные башенки), участок стены между улицами Виру и Суур-Карья был почти полностью снесён, а освободившаяся территория застроена гражданскими зданиями. На бастионах после планировки были разбиты парки (парк Хирве, Тоомпарк и др.), от рвов сохранились лишь фрагменты (пруд Шнелли).
В 1969—1970 годах были проведены реставрационные работы, восстановлены оригинальные элементы башен (этажи, бойницы).

## Список башен и ворот
Русские названия башен приводятся по изданному в 1980 году краткому энциклопедическому справочнику «Таллин».
| п/п | Местонахождение: улица, номер дома  | Оригинальное название эст.     | Изображение                     | Описание |
| --- | ----------------------------------- | ------------------------------ | ------------------------------- | --- |
| 1   | Площадь Лосси                       | Pikk Hermann                   |                                 | Башня «Длинный Герман» |
| 2   | Нунне                               | Seegitagune torn               |                                 | Башня Сеэгитагуне — не сохранилась, на фото — место расположения башни до разрушения в XIX веке                                                                 |
| 3   | Нунне, 9                            | Saunatagune torn               |                                 | Башня Саунатагуне — название переводится как «Башня за баней»; построена в конце XV века, сохранилась частично                                                  |
| 4   | Нунне                               | Nunnavärav                     |                                 | Ворота Нунна — название переводится как «Ворота монахини»; не сохранились, разрушены в 1868 году                                                                |
| 5   | Вяйке-Клоостри, 1                   | Nunnatorn                      |                                 | Башня Нуннаторн — название переводится как «Монашеская башня»; построена в 1460 году на месте старой седловидной башни                                          |
| 6   | Суур-Клоостри                       | Kloostrivärav                  |                                 | Ворота Клоостри — название переводится как «Монастырские ворота»; проход, устроенный в XIX веке                                                                 |
| 7   | Гюмнаазиуми, 1                      | Saunatorn                      |                                 | Башня Саунаторн, название переводится как «Банная башня»; построена в 1371—1372 годах                                                                           |
| 8   | Гюмнаазиуми, 1а                     | Kuldjala torn                  |                                 | Башня Кулдъялг, название переводится как «Башня Золотой ноги»; построена в 1311—1320 годах, перестраивалась 1371—1372, 1422 и в 1610-х годах                    |
| 9   | Кооли, 1/3                          | Nunnadetagune torn             | Башня Нуннатагуне - справа      | Башня Нуннатагуне, название переводится как «Башня за монахами»; ныне образует единый комплекс с позднее построенным домом                                      |
| 10  | Кооли, 7                            | Loewenschede torn              | Башня Лёвеншеде                 | Башня Лёвеншеде — построена в 1373 году, перестраивалась в 1456; ныне соединена с позднее пристроенным домом                                                    |
| 11  | Кооли                               | Lippe torn                     |                                 | Башня Липпе — не сохранилась, на её месте проход в стене |
| 12  | Лаборатоориуми, 27                  | Köismäe torn                   | Башня Кёйсмяэ на переднем плане | Башня Кёйсмяэторн, название переводится как «Башня верёвочной горы»; возведена в 1360 году, в 1436—1437 годах перестроена, нынешнюю высоту получила в 1520 году |
| 13  | Лаборатоориуми, 29                  | Plate torn                     |                                 | Башня Плате, построена в конце XV века |
| 14  | Лаборатоориуми, 31                  | Eppingi torn                   |                                 | Башня Эппинга |
| 15  | Лаборатоориуми, 33                  | Grusbeke-tagune torn           |                                 | Башня Грузбекетагуне |
| 16  | Лай, 49                             | Renteni torn                   |                                 | Башня Рентена — сохранилась часть башни внутри более позднего здания (ныне — Отель «Meriton Old Town»)                                                          |
| 17  | Лай                                 | Wulfgardi-tagune torn          |                                 | Башня Вульфардитагуне, название переводится как «Башня за Вульфардом»; сохранилась часть башни                                                                  |
| 18  | Пикк                                | Suur Rannavärav                |                                 | Большие Морские ворота — сохранились наружные ворота со сторожевой башней (XVI век), внутренние (старые) ворота в четырёхугольной башне не сохранились.         |
| 19  | Пикк                                | Paks Margareeta                |                                 | Башня «Толстая Маргарита» |
| 21  | Пикк                                | Stoltingi torn                 |                                 | Башня Стольтинга |
| 22  | Пикк, 62                            | Hattorpe-tagune torn           |                                 | Башня Хатторпетагуне, название переводится как «Башня за Хатторпе»; часть реконструированного в XIX веке здания на улице Пикк, 62                               |
| 23  | Сулевимяги                          | torn endise Vene kiriku juures |                                 | Башня у бывшей русской церкви — не сохранилась |
| 24  | Вене / Олевимяги                    | Väike Rannavärav               |                                 | Малые Морские ворота — не сохранились |
| 25  | Вене, 28                            | Bremeni torn                   |                                 | Башня Бремени (Бременская башня) |
| 26  | Мюйривахе, 58                       | Munkadetagune torn             |                                 | Башня Мункадетагуне, название переводится как «Башня за монахами»                                                                                               |
| 27  | Мюйривахе, 48 / Уус, 1              | Hellemani torn                 |                                 | Башня Хеллеман |
| 28  | Виру                                | Viruvärav                      |                                 | Вируские ворота — разрушены в 1843 году, сохранились предвратные сторожевые башни (1454 год)                                                                    |
| 29  | Пярнусское шоссе, 2 / Мюйривахе, 32 | Hinke torn                     |                                 | Башня Хинке |
| 30  | Вяйке-Карья                         | Duveli или Kuraditorn          |                                 | Башня Дувель («Чёртова башня») — не сохранилась, разрушена в 1882 году                                                                                          |
| 31  | Пярнуское шоссе, 7                  | Lurenburgi suurtükitorn        |                                 | Орудийная башня Луренбург — не сохранилась, разрушена в 1767 году                                                                                               |
| 32  | площадь Карьяварава                 | Karjavärav                     |                                 | Карьяские ворота — название переводится как «Скотопрогонные ворота», не сохранились, разрушены в 1849 году                                                      |
| 33  | Мюйривахе                           | Assauwe torn                   |                                 | Башня Ассауве |
| 34  | Харью                               | Harju värav                    |                                 | Харьюские ворота — не сохранились, снесены к 1875 году |
| 35  | Рюйтли, 11                          | Kitsetorn                      |                                 | Башня Китсеторн — название переводится как «Козлиная башня», перестроена                                                                                        |
| 36  | Команданди, 2                       | Kiek in de Kök                 |                                 | Башня Кик-ин-де-Кёк, заложена в 1475 году |
| 37  | Площадь Лосси, 11                   | Neitsitorn                     |                                 | Девичья башня |
| 38  |                                     | Tallitorn                      |                                 | Башня Талли |
| 39  | Люхике-Ялг                          | Lühike jala väravotorn         |                                 | Надвратная башня Люхике-Ялг |
| 41  | Улица Тоом-Кооли                    | Landskrone                     |                                 | Башня Ландскроне |
| 42  | Пикк-Ялг                            | Pika jala väravatorn           |                                 | Надвратная башня Пикк-Ялг |

## В филателии
Ворота Виру изображены на почтовой марке СССР 1973 года.